# Municipio La Paz (Bolivien)
Das Municipio La Paz (genauer: "Nuestra Señora de La Paz") liegt im Departamento La Paz im südamerikanischen Anden-Staat Bolivien.

## Lage im Nahraum
Das Municipio La Paz ist eines von fünf Municipios der Provinz Murillo und liegt im nördlichen Teil der Provinz. Es grenzt im Westen an das Municipio El Alto, im Südwesten an das Municipio Achocalla, im Süden an das Municipio Mecapaca, im Südosten an das Municipio Palca, im Osten an die Provinz Nor Yungas, im Nordosten an die Provinz Caranavi, im Norden an die Provinz Larecaja und im Nordwesten an die Provinz Loayza.
Das Municipio hat 62 Ortschaften (localidades), der zentrale Ort des Municipios ist La Paz mit 757.184 Einwohnern (Volkszählung 2012) im südlichen Teil des Municipios.

## Geographie
Das Municipio La Paz liegt am Rand des bolivianischen Altiplano auf einer mittleren Höhe von 3800 m direkt westlich der Anden-Gebirgskette der Cordillera Central. Die Region weist ein ausgeprägtes Tageszeitenklima auf, bei dem die Temperaturunterschiede zwischen Tag und Nacht stärker schwanken als zwischen den Jahreszeiten.
Die jährliche Durchschnittstemperatur des Municipio liegt bei 10 °C (sieh Klimadiagramm La Paz), die Monatswerte schwanken nur unwesentlich zwischen 8 °C im Juli und 12 °C im Dezember. Der Jahresniederschlag beträgt weniger als 600 mm, die Monatsniederschläge liegen zwischen unter 10 mm in den Monaten Juni bis August und über 100 mm im Januar.

## Bevölkerung
Die Einwohnerzahl des Municipio La Paz hat zwischen 1992 und 2024 nur noch wenig zugenommen:
| Jahr | Einwohner | Quelle       |
| ---- | --------- | ------------ |
| 1992 | 715.900   | Volkszählung |
| 2001 | 793.293   | Volkszählung |
| 2012 | 764.617   | Volkszählung |
| 2024 | 755.732   | Volkszählung |

Das Municipio hatte bei der letzten Volkszählung 2024 eine Bevölkerungsdichte von 380,5 Einwohnern/km². Die Lebenserwartung der Neugeborenen lag im Jahr 2001 bei 60,7 Jahren, die Säuglingssterblichkeit ist von 5,8 Prozent (1992) auf 5,4 Prozent im Jahr 2001 gesunken.
Der Alphabetisierungsgrad bei den über 19-Jährigen beträgt 94,6 Prozent, und zwar 98,4 Prozent bei Männern und 91,3 Prozent bei Frauen (2001).
98,0 Prozent der Bevölkerung sprechen Spanisch, 33,5 Prozent sprechen Aymara, und 5,7 Prozent Quechua. (2001)
19,0 Prozent der Bevölkerung haben keinen Zugang zu Elektrizität, 49,9 Prozent leben ohne sanitäre Einrichtung (2001).
90,2 Prozent der Haushalte besitzen ein Radio, 87,9 Prozent einen Fernseher, 26,7 Prozent ein Fahrrad, 1,3 Prozent ein Motorrad, 19,3 Prozent einen PKW, 44,1 Prozent einen Kühlschrank, 50,5 Prozent ein Telefon. (2001)

## Politik

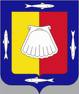
Wappen des Municipio

Ergebnis der Regionalwahlen (concejales del municipio) vom 4. April 2010:
| Wahl- berechtigte |  | Wahl- beteiligung | gültige Stimmen |  | MSM     | MAS-IPSP | UN     | MNR   | ASP   | ADN   | M.P.S. |
| ----------------- |  | ----------------- | --------------- |  | ------- | -------- | ------ | ----- | ----- | ----- | ------ |
| 558.376           |  | 502.504           | 402.996         |  | 168.657 | 165.286  | 41.240 | 8.246 | 7.732 | 6.428 | 5.407  |
|                   |  | 90,0 %            | 80,2 %          |  | 41,9 %  | 41,0 %   | 10,2 % | 2,0 % | 1,9 % | 1,6 % | 1,3 %  |

Ergebnis der Regionalwahlen (elecciones de autoridades políticas) vom 7. März 2021:
| Wahl- berechtigte |  | Wahl- beteiligung | gültige Stimmen |  | PBCSP   | MAS-IPSP | J.A.LLALLA.L.P. | MTS    | SOL.BO | UN     | FPV    | C-A    |
| ----------------- |  | ----------------- | --------------- |  | ------- | -------- | --------------- | ------ | ------ | ------ | ------ | ------ |
| 645.000           |  | 558.722           | 526.480         |  | 239.229 | 179.095  | 58.030          | 15.413 | 9.101  | 8.882  | 4.553  | 2.167  |
|                   |  | 86,62 %           | 94,23 %         |  | 45,44 % | 34,02 %  | 11,02 %         | 2,93 % | 1,73 % | 1,69 % | 0,86 % | 0,41 % |

## Gliederung
Das Municipio untergliedert sich in die folgenden zwei Kantone (cantones):
- 02-0101-01 Kanton La Paz – 761.608 Einwohner (Volkszählung 2012)
- 02-0101-02 Kanton Zongo – 3.009 Einwohner

## Ortschaften im Municipio La Paz
- Kanton La Paz
  - La Paz 757.184 Einw. – Apaña 1288 Einw. – Pongo 341 Einw.

- Kanton Zongo
  - Zongo 63 Einw.